# Поджо-Меццана
Поджо-Меццана (фр. Poggio-Mezzana, корс. U Poghju è Mezzana) — коммуна во Франции, находится в регионе Корсика. Департамент коммуны — Верхняя Корсика. Входит в состав кантона Кастаньичча. Округ коммуны — Бастия.
Код INSEE коммуны — 2B242.

## Население
Население коммуны на 2008 год составляло 653 человека.
| 1962 | 1968 | 1975 | 1982 | 1990 | 1999 | 2008 |
| ---- | ---- | ---- | ---- | ---- | ---- | ---- |
| 189  | 194  | 237  | 287  | 360  | 403  | 653  |

## Экономика
В 2007 году среди 447 человек в трудоспособном возрасте (15—64 лет) 263 были экономически активными, 184 — неактивными (показатель активности — 58,8 %, в 1999 году было 56,7 %). Из 263 активных работали 226 человек (131 мужчина и 95 женщин), безработных было 37 (16 мужчин и 21 женщина). Среди 184 неактивных 18 человек были учениками или студентами, 63 — пенсионерами, 103 были неактивными по другим причинам.